# ایرکوتسنرگو
ایرکوتسنرگو (انگلیسی: Irkutskenergo) شرکت برق روسی است، که در سال ۱۹۹۲ تأسیس شد.